# Casey Stoner

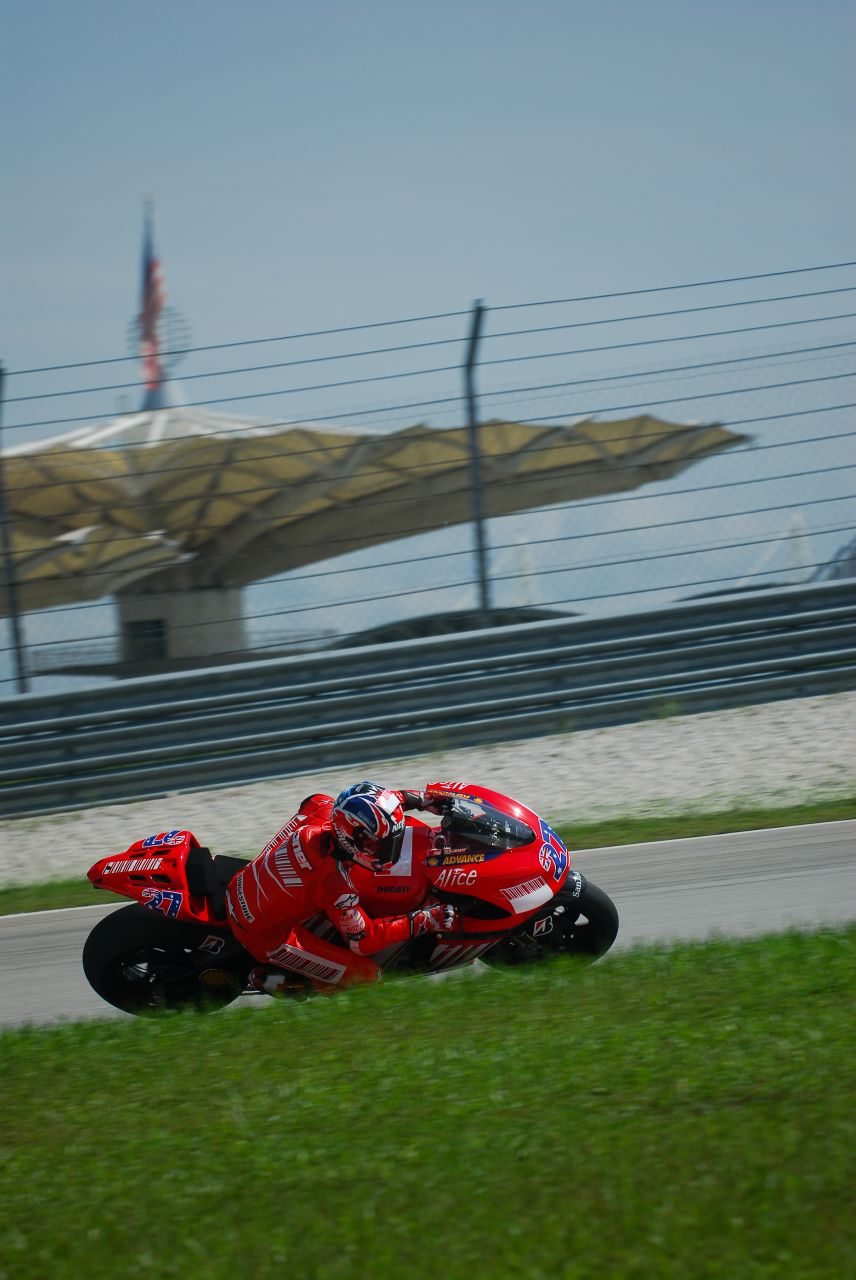
Stoner på Sepangbanan 2007.

Casey Stoner, född 16 oktober 1985 i Southport, Queensland, Australien, är en av tidernas främsta roadracingförare. Han tävlade i MotoGP-klassen för Hondas fabriksteam. Stoner har blivit världsmästare i MotoGP-klassen två gånger: 2007 på en Ducati och 2011 på en Honda. 
Stoner kom tvåa i 250-VM 2005 och fick kontrakt med ett privatägt Hondastall i MotoGP-klassen säsongen 2006. Han visade sig vara väldigt snabb där, men också väldigt kraschglad. Trots detta kom han åtta i VM och fick kontrakt med Ducati. Han vann första tävlingen 2007 i Qatar och visade sen att det inte var någon tillfällighet genom att vinna nio tävlingar till och sin första VM-titel. Efter att de följande åren blivit tvåa, fyra och fyra i VM bytte Stoner till Honda 2011 och vann sin andra VM-titel. I maj 2012 berättade Stoner att Roadracing-VM 2012 skulle bli hans sista tävlingssäsong.

## Biografi
Stoner började tävla på motorcykel före tio års ålder. Han körde mest dirt track hemma i Australien. Efter att han fyllt fjorton år flyttade familjen Stoner till England så att Casey skulle kunna börja med roadracing. I Australien måste man vara 16 år för att utöva denna gren. I Storbritannien började Stoner genast göra resultat i 125-klassen. Alberto Puig lade också märke till Stoner och 2001 tävlade Stoner i både brittiska och spanska roadracingmästerskapen i 125-klassen och blev tvåa i båda.

### VM-förare
Säsongen 2001 fick Stoner wild card till både Storbritanniens och Australiens Grand Prix. I det sistnämnda tog han sina första poäng genom en tolfteplats.

### VM-titeln 2007
Stoner värvades till Ducati med rykte om sig som en kraschkung efter massor av krascher under 2006 års säsong. Många undrade om Ducati visste vad de gjorde, men Stoner visade alla vad han gick för genom att vinna i Qatar. Han kom femma på Jerez, innan han återtog VM-ledningen i Turkiet genom en dominant seger. I Kina drygade han ut ledningen i VM efter en tuff holmgång mot Rossi, där Stoners extra krut på rakan betalade tillbaka för Rossi och Yamahas överlägsenhet i de kurviga sektionerna. Ducatin var svårkörd där det svängde tidigt på säsongen, men den förbättrades, vilket gjorde att Stoner skulle ha en mycket bra chans även på ganska kurviga banor så småningom.

### 2008
Stoner inledde säsongen 2008 med en klar seger i Qatars GP men hade sen inte samma dominanta ställning som året innan. Efter 6 deltävlingar låg han på fjärde plats i VM-tabellen, 46 poäng efter ledaren Valentino Rossi. Efter tre raka segrar på Donington Assen och Sachsenring var Stoner med i kampen om VM-titeln igen. Han blev tvåa på Laguna Seca men sedan föll Stoner och fick noll poäng i Tjeckiens och San Marinos Grand Prix samtidigt som Rossi vann de tävlingarna. Stoner kom tillbaka och vann sitt hemma-GP på Philip Island, men kampen om VM-titeln var då redan avgjord.

### 2009
Efter en fin inledning på säsongen med segrar i Qatar och Italien fick Stoner problem med hälsan under Kataloniens MotoGP, något som hämmade hans körning under de följande fem racen. han beslöt sig därför att stå över tre Grand Prix för att återfå hälsan. Han ersattes av Mika Kallio i Ducati-teamet. Vilan gjorde gott och Stoner placerade sig tvåa i Portugal och vann hemma i Australien och i Malaysia.

## VM-säsonger
| Säsong | Klass  | Plac. | Poäng | Segrar | Motorcykel | Team                     | Startnr |
| ------ | ------ | ----- | ----- | ------ | ---------- | ------------------------ | ------- |
| 2001   | 125GP  | 29    | 4     |        | Honda      | Movistar                 | 73      |
| 2002   | 250GP  | 12    | 68    |        | Aprilia    | Safilo Oxydo Race LCR    | 27      |
| 2003   | 125GP  | 8     | 125   | 1      | Aprilia    | Safilo Oxydo-LCR         | 27      |
| 2004   | 125GP  | 5     | 145   | 1      | KTM        | Red Bull KTM             | 27      |
| 2005   | 250GP  | 2     | 254   | 5      | Aprilia    | Carrera Sunglasses - LCR | 27      |
| 2006   | MotoGP | 7     | 119   |        | Honda      | Honda LCR                | 27      |
| 2007   | MotoGP | 1     | 367   | 10     | Ducati     | Ducati Marlboro          | 27      |
| 2008   | MotoGP | 2     | 280   | 6      | Ducati     | Ducati Marlboro          | 1       |
| 2009   | MotoGP | 4     | 220   | 4      | Ducati     | Ducati Marlboro          | 27      |
| 2010   | MotoGP | 4     | 225   | 3      | Ducati     | Ducati                   | 27      |
| 2011   | MotoGP | 1     | 350   | 10     | Honda      | Repsol Honda             | 27      |
| 2012   | MotoGP | 3     | 254   | 5      | Honda      | Repsol Honda             | 1       |

## Statistik MotoGP
| Nr | Grand Prix     | År   |
| -- | -------------- | ---- |
| 1  | Qatar          | 2007 |
| 2  | Turkiet        | 2007 |
| 3  | Kina           | 2007 |
| 4  | Katalonien     | 2007 |
| 5  | Storbritannien | 2007 |
| 6  | USA            | 2007 |
| 7  | Tjeckien       | 2007 |
| 8  | San Marino     | 2007 |
| 9  | Australien     | 2007 |
| 10 | Malaysia       | 2007 |
| 11 | Qatar          | 2008 |
| 12 | Storbritannien | 2008 |
| 13 | TT Assen       | 2008 |
| 14 | Tyskland       | 2008 |
| 15 | Australien     | 2008 |
| 16 | Valencia       | 2008 |
| 17 | Qatar          | 2009 |
| 18 | Italien        | 2009 |
| 19 | Australien     | 2009 |
| 20 | Malaysia       | 2009 |
| 21 | Aragonien      | 2010 |
| 22 | Japan          | 2010 |
| 23 | Australien     | 2010 |
| 24 | Qatar          | 2011 |
| 25 | Frankrike      | 2011 |
| 26 | Katalonien     | 2011 |
| 27 | Storbritannien | 2011 |
| 28 | USA            | 2011 |
| 29 | Tjeckien       | 2011 |
| 30 | Indianapolis   | 2011 |
| 31 | Aragonien      | 2011 |
| 32 | Australien     | 2011 |
| 33 | Valencia       | 2011 |
| 34 | Spanien        | 2012 |
| 35 | Portugal       | 2012 |
| 36 | TT Assen       | 2012 |
| 37 | USA            | 2012 |
| 38 | Australien     | 2012 |

| Nr | Grand Prix     | År   |
| -- | -------------- | ---- |
| 1  | Turkiet        | 2006 |
| 2  | TT Assen       | 2007 |
| 3  | Valencia       | 2007 |
| 4  | Italien        | 2008 |
| 5  | USA            | 2008 |
| 6  | Japan          | 2008 |
| 7  | Portugal       | 2009 |
| 8  | USA            | 2010 |
| 9  | Valencia       | 2010 |
| 10 | TT Assen       | 2011 |
| 11 | Storbritannien | 2012 |

| Nr | Grand Prix | År   |
| -- | ---------- | ---- |
| 1  | Frankrike  | 2007 |
| 2  | Portugal   | 2007 |
| 3  | Kina       | 2008 |
| 4  | Katalonien | 2008 |
| 5  | Spanien    | 2009 |
| 6  | Katalonien | 2009 |
| 7  | TT Assen   | 2009 |
| 8  | TT Assen   | 2010 |
| 9  | Katalonien | 2010 |
| 10 | Tyskland   | 2010 |
| 11 | Tjeckien   | 2010 |
| 12 | Portugal   | 2011 |
| 13 | Italien    | 2011 |
| 14 | Tyskland   | 2011 |
| 15 | San Marino | 2011 |
| 16 | Japan      | 2011 |
| 17 | Qatar      | 2012 |
| 18 | Frankrike  | 2012 |
| 19 | Malaysia   | 2012 |
| 20 | Valencia   | 2012 |

| Nr | Grand Prix     | År   |
| -- | -------------- | ---- |
| 1  | Qatar          | 2006 |
| 2  | Italien        | 2007 |
| 3  | Tyskland       | 2007 |
| 4  | USA            | 2007 |
| 5  | Tjeckien       | 2007 |
| 6  | San Marino     | 2007 |
| 7  | Katalonien     | 2008 |
| 8  | Storbritannien | 2008 |
| 9  | TT Assen       | 2008 |
| 10 | Tyskland       | 2008 |
| 11 | USA            | 2008 |
| 12 | Tjeckien       | 2008 |
| 13 | San Marino     | 2008 |
| 14 | Australien     | 2008 |
| 15 | Valencia       | 2008 |
| 16 | Qatar          | 2009 |
| 17 | Australien     | 2009 |
| 18 | Valencia       | 2009 |
| 19 | Qatar          | 2010 |
| 20 | Aragonien      | 2010 |
| 21 | Australien     | 2010 |
| 22 | Valencia       | 2010 |
| 23 | Qatar          | 2011 |
| 24 | Frankrike      | 2011 |
| 25 | Spanien        | 2011 |
| 26 | Storbritannien | 2011 |
| 27 | Italien        | 2011 |
| 28 | Tyskland       | 2011 |
| 29 | Indianapolis   | 2011 |
| 30 | San Marino     | 2011 |
| 31 | Aragonien      | 2011 |
| 32 | Japan          | 2011 |
| 33 | Australien     | 2011 |
| 34 | Valencia       | 2011 |
| 35 | Portugal       | 2012 |
| 36 | Katalonien     | 2012 |
| 37 | TT Assen       | 2012 |
| 38 | Tyskland       | 2012 |
| 39 | Australien     | 2012 |

| Nr | Grand Prix     | År   |
| -- | -------------- | ---- |
| 1  | Qatar          | 2007 |
| 2  | Kina           | 2007 |
| 3  | USA            | 2007 |
| 4  | Tjeckien       | 2007 |
| 5  | San Marino     | 2007 |
| 6  | Malaysia       | 2007 |
| 7  | Qatar          | 2008 |
| 8  | Italien        | 2008 |
| 9  | Storbritannien | 2008 |
| 10 | TT Assen       | 2008 |
| 11 | Tyskland       | 2008 |
| 12 | USA            | 2008 |
| 13 | Tjeckien       | 2008 |
| 14 | Japan          | 2008 |
| 15 | Valencia       | 2008 |
| 16 | Qatar          | 2009 |
| 17 | Katalonien     | 2009 |
| 18 | Qatar          | 2010 |
| 19 | USA            | 2010 |
| 20 | Australien     | 2010 |
| 21 | Qatar          | 2011 |
| 22 | Katalonien     | 2011 |
| 23 | USA            | 2011 |
| 24 | Tjeckien       | 2011 |
| 25 | Indianapolis   | 2011 |
| 26 | Aragonien      | 2011 |
| 27 | Australien     | 2011 |
| 28 | Qatar          | 2012 |
| 29 | Australien     | 2012 |

## Statistik 250GP
| Nr | Grand Prix | År   |
| -- | ---------- | ---- |
| 1  | Portugal   | 2005 |
| 2  | Kina       | 2005 |
| 3  | Malaysia   | 2005 |
| 4  | Qatar      | 2005 |
| 5  | Turkiet    | 2005 |

| Nr | Grand Prix | År   |
| -- | ---------- | ---- |
| 1  | Katalonien | 2005 |

| Nr | Grand Prix     | År   |
| -- | -------------- | ---- |
| 1  | Storbritannien | 2005 |
| 2  | Tjeckien       | 2005 |
| 3  | Japan          | 2005 |
| 4  | Valencia       | 2005 |

## Statistik 125GP
| Nr | Grand Prix | År   |
| -- | ---------- | ---- |
| 1  | Valencia   | 2003 |
| 2  | Malaysia   | 2004 |

| Nr | Grand Prix | År   |
| -- | ---------- | ---- |
| 1  | Tyskland   | 2003 |
| 2  | Brasilien  | 2003 |
| 3  | Pacific    | 2003 |
| 4  | Italien    | 2004 |
| 5  | Brasilien  | 2004 |

| Nr | Grand Prix | År   |
| -- | ---------- | ---- |
| 1  | Sydafrika  | 2004 |
| 2  | Holland    | 2004 |
| 3  | Australien | 2004 |